# 贡藏热布丹札木苏
贡藏热布丹札木苏（？—1851年），蒙古族，伊克昭盟鄂尔多斯右翼中旗人，鄂尔多斯右翼中旗札萨克贝勒，後任伊克昭盟盟长兼鄂爾多斯濟農。

## 生平
贡藏热布丹札木苏是鄂尔多斯右翼中旗札萨克贝勒。1841年，贡藏热布丹札木苏出任伊克昭盟盟长兼鄂尔多斯济农。1851年，贡藏热布丹札木苏逝世。